# アベンジャー (キャラクター)
アヴェンジャー (The Avenger) は、1939年から1942年までストリート・アンド・スミス社(Street and Smith Publications)から出版されたパルプ・マガジン『ジ・アヴェンジャー(The Avenger magazine)』に登場する架空のクライム・ファイターである。
続編となる5編の短編が1942年から1943年の『クルーズ・ディテクティブ(Clues Detective magazine)』誌に、6番目となる中編が1943年の『ザ・シャドウ(The Shadow magazine)』誌に発表された。この6編はオフィシャルなものと認定され、1973年から1974年のワーナー・ブラザース・ペーパーバック・ライブラリー(Warner Brother's Paperback Library)から出版された。
また、オリジナルの再版は1970年代のワーナー・ブラザース・ペーパーバック・ライブラリーで行われ、ロン・グーラート(Ron Goulart)による新作もあって、十分なセールスを記録した。
アヴェンジャーは、ドック・サヴェジとシャドウの要素を結合したパルプ・ヒーローであったが、両者ほど有名になることはなかった。
本シリーズの作者はケネス・ロブスンである。ケネス・ロブスンは、ストリート・アンド・スミス社がかかえる多くの作家たちによって用いられるハウスネームであり、ドック・サヴェジ・シリーズにも用いられている。アヴェンジャーものの大部分は、ポール・エルンスト(Paul Ernst)によって書かれている。

## キャラクター
アヴェンジャーの本名は冒険家リチャード・ヘンリー・ベンソン(Richard Henry Benson)である。彼の妻と幼い娘が犯罪者の陰謀によって殺されたとき、ベンソンの人生は粉々に粉砕された。ベンソンは犯罪への復讐を誓い、犯罪者の手によって苦しめられたすべての被害者のために、あらゆる手段を用いて闘うことを決める。
妻子を失ったショックは、ベンソンの肉体に奇怪な影響を及ぼす。彼の髪と皮膚は白くなり、彼の顔の筋肉は粘土のように可塑性のあるものとなった。これによってベンソンはいかなる人物の顔であっても真似られる。皮膚と髪を染める染料と色つきのコンタクトレンズを用いることでベンソンは世界最高の変装の達人となる。
ベンソンはさまざまな特殊装備を用いて犯罪者たちと対決する。例えば、ノックアウトガス爆弾、ミニチュア・ラジオ、それに愛用の特殊拳銃「マイク(Mike)」とスローイングナイフ「アイク(Ike)」などである。

## 仲間
ベンソンには（他のパルプヒーローと同様に）、彼の冒険を助ける多くの仲間がいる。彼らもまた犯罪によって何かを失い、苦しめられた被害者であり、それぞれの持つ特技や技能をもって犯罪と戦おうとする人々である。
ファーガス・マックマーディア (Fergus MacMurdie)
通称、マック。化学者、薬剤師。ステレオタイプなスコットランド人。家族が詐欺師によって殺された。
アルジャーノン・ヒースコート・スミス (Algernon Heathcote Smith)
通称、スミッティ。剛力の巨漢。一見、のろまで愚鈍なようにみえるが、エレクトロニクスの天才である。
ネリー・グレイ (Nellie Gray)
繊細な美貌を持つ若い美人。柔術とマーシャルアーツの達人。彼女の父は考古学者であったが、発掘された財宝を狙う犯罪者によって殺された。
ジョシュ・ニュートン、ロサベル・ニュートン (Josh and Rosabel Newton)
アフリカ系アメリカ人のカップル。彼らの雇い主が犯罪者に殺害された。彼らは、「黒人の使用人は総じて魯鈍である」という世間の偏見を利用して、潜入捜査を行う。
コール・ウィルソン（Cole Wilson）
ベンソンを治療するため（シリーズへのてこ入れ）に、シリーズ後半 "Murder On Wheels" (第13話)に登場する。アヴェンジャーの仲間になる前に、ベンソンの顔の筋肉を復活させ、髪の色を黒く戻すためとしてベンソンを機械に閉じ込める。
この後もアヴェンジャーは変装の達人であり続けるが、以前のように顔の筋肉そのものをこね回すような変装方法を用いることはなくなる。第13話が書かれる前に、 "House of Death"  (第15話)、 "Nevlo"  (第17話)、 "Death in Slow Motion"  (第18話)が完成していたが、コールの登場に合わせて書き直された。コール・ウィルソンは、ロン・グーラートによって書かれた最後の12話分において大きな役割を果たす。コールは、他のアヴェンジャーの仲間たちのように非常に特徴的なキャラクターというわけではなく、アヴェンジャーの物語がもつシリアスなトーンを緩和する役割を担わされる。

## 他メディアでの展開
1975年、DCコミックスはアヴェンジャーを主役とした『ジャスティス・インク(Justice, Inc)』というコミックを出版した。最初の2号はパルプ・マガジンのストーリーに基づいており、第2号から第4号はジャック・カービーによって描画されたが、このタイトルはわずか4号で終了した。また『ザ・シャドウ』第11号にゲスト出演する。
1980年代、DCコミックスが『ザ・シャドウ』の再刊を決めたとき、アヴェンジャーの“更新された”バージョンである「ジャスティス・インク」（どちらもアンディ・ヒルファー(Andy Helfer)とカイル・ベーカー(Kyle Baker)による）もまた2号のミニシリーズとして再刊された。
アヴェンジャーとネリー・グレイは、フィリップ・ホセ・ファーマーによってウォールド・ニュートン・ファミリー(en:Wold Newton family)の一部と位置づけられている。
エッセイMyths for the Modern Age中の "The Daughters of Greystoke" において、フィリップ・ホセ・ファーマーズ・ウォールド・ニュートン・ユニヴァース(Philip Jose Farmer's Wold Newton Universe)の中で、ネリー・グレイはターザン（グレイストーク卿）とジェーン・ポーターの家系に位置づけられている。